# Луга (область)
Луга́ (фр. Louga, волоф Luga) — область в Сенегале. Административный центр — город Луга, лежит в 35 километрах от океанского побережья вглубь Сенегала. Другие крупные города — Кебемер, Лингере. Площадь — 29 188 км², население — 810 000 человек (2010 год).

## География
На севере граничит с областью Сен-Луи, на востоке с областью Матам, на юго-востоке с областью Кафрин, на юге с областью Диурбель, на юго-западе с областью Тиес. На западе область выходит к Атлантическому океану.

## Административное деление
Административно область подразделяется на 3 департамента:

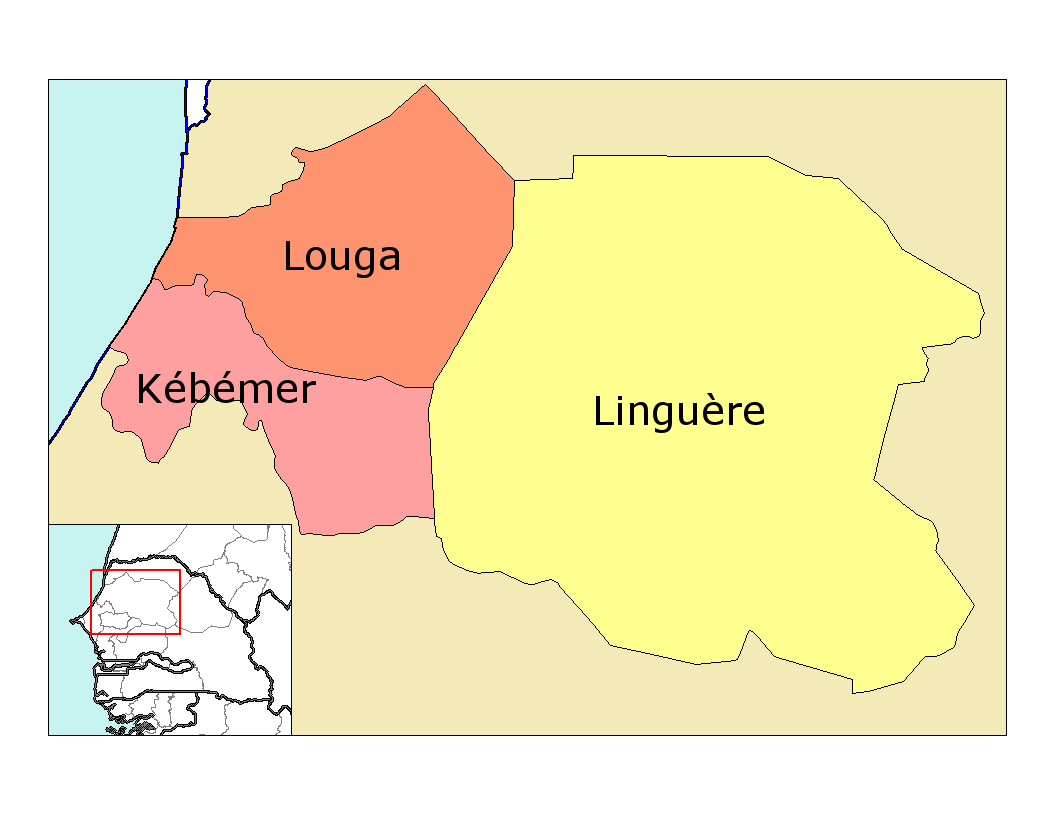
Департаменты области

- Кебемер
- Лингере
- Луга